# Hybanthus floribundus
Hybanthus floribundus är en violväxtart. Hybanthus floribundus ingår i släktet Hybanthus och familjen violväxter.

## Underarter
Arten delas in i följande underarter:
- H. f. adpressus
- H. f. chloroxanthus
- H. f. curvifolius
- H. f. floribundus